# Il mondo di notte nº 3
Il mondo di notte nº 3 è un film del 1963, diretto da Gianni Proia.